# Distrito de Aileu
Aileu es uno de los 13 distritos administrativos de Timor Oriental, localizado al sur de Dili, la capital del país. Posee 36.889 habitantes (2004), un área de 729 km² y una densidad demográfica de 50,6 h/km². Su capital es la ciudad de Aileu. 
Aileu era inicialmente parte del concejo de Dili y se fue autonomizando en los últimos años de la administración portuguesa.
El distrito de Aileu incluye actualmente los subdistritos de Aileu, Laulara, Liquidoe y Remexio.
- Datos: Q405100
- Multimedia: Aileu (Municipality) / Q405100